# NGC 6194
NGC 6194 (другие обозначения — MCG 6-36-54, ZWG 196.82, KUG 1634+363, PGC 58598) — галактика в созвездии Геркулес.
Этот объект входит в число перечисленных в оригинальной редакции «Нового общего каталога».